# Franz Sprecher
Pour les articles homonymes, voir Sprecher.
Franz Sprecher, est le consultant en marketing Suisse, engagé par Dr Ernst Thomke, à ETA Manufacture Horlogère à la fin des années 1970 et au début des années 1980, pour l'aider à établir le concept et la philosophie marketing et produit de la Swatch, en étroite collaboration avec la petite équipe responsable du développement, autour de Elmar Mock et Jacques Müller, les co-inventeurs techniques.

## Sources et Références
- Franz Sprecher
- Le phénomène Swatch, voir tous les autres articles, mais en particulier:
- La Genèse de la Swatch
- Les Hommes (et la femme) dans le mouvement Swatch
- "Um Ernst Thomke und Elmar Mock legt Hayek eine grosse Wolke": Macht und Sensibilität: Nicolas G. Hayek